# La spada di Montecristo
La spada di Montecristo (The Sword of Monte Cristo) è un film del 1951 diretto da Maurice Geraghty.
È un film d'avventura a sfondo romantico statunitense ambientato in Francia nel 1858 con George Montgomery, Rita Corday e Berry Kroeger. È liberamente ispirato sul romanzo del 1846 Il conte di Montecristo di Alexandre Dumas (padre).

## Produzione
Il film, diretto da Maurice Geraghty su una sceneggiatura di Maurice Geraghty e un'idea di Edward L. Alperson, fu prodotto dallo stesso Alperson per la Alson Productions e girato nei Motion Picture Center Studios a Hollywood, California, dall'11 settembre al 6 ottobre 1950. Fu girato in SuperCinecolor, processo fotografico del colore simile al Technicolor ma molto meno costoso (fu uno dei primi lungometraggi ad essere girato con questa modalità).

## Distribuzione
Il film fu distribuito con il titolo The Sword of Monte Cristo negli Stati Uniti dal 3 marzo 1951 (première il 1º marzo) al cinema dalla Twentieth Century Fox Film Corporation.
Altre distribuzioni:
- in Svezia il 24 gennaio 1952 (Monte Christos skatt)
- in Portogallo il 12 febbraio 1952
- in Finlandia il 25 aprile 1952 (Monte Criston aarre)
- in Germania Ovest il 6 marzo 1953 (Das Schwert von Monte Christo)
- in Austria nell'ottobre del 1953 (Das Schwert von Monte Christo)
- in Danimarca il 10 maggio 1954 (Hemmeligheden om Monte Cristo's skat)
- in Turchia nel 1955 (Kralin silahsörleri)
- in Brasile (A Espada de Monte Cristo)
- in Venezuela (La espada de Monte Cristo)
- in Italia (La spada di Montecristo)
- in Grecia (Oi dragonoi tou aftokratoros)

## Promozione
Le tagline sono:
- MAGNIFICENT ADVENTURE...in an Empire Aflame!
- Her sword... Her lips... Her heart... Brought all of France to her feet![6]